# Kentchurch
Kentchurch è un piccolo villaggio nel Herefordshire, in Inghilterra. Si trova a circa 13 miglia (21 km) a sud-ovest di Hereford e 13 miglia (21 km) a nord-est di Abergavenny, accanto al fiume Monnow e adiacente al confine tra Inghilterra e Galles. Il nome del villaggio deriva probabilmente da una dedica originale della chiesa a una suora del V secolo, Cein (Saint Keyne), o sua sorella Ceingar, figlie di Brychan, re di Brycheiniog.
Secondo una versione della leggenda, Kentchurch era la patria della popolare figura Jack o' Kent.

## Kentchurch Court
Kentchurch Court è una dimora storica e un monumento storico di I grado, risalente in gran parte al XIV secolo. Fu ampliata alla fine del XVII secolo o all'inizio del XVIII secolo e fu in parte rimodellato in stile neogotico da John Nash dopo il 1795. Ulteriori ricostruzioni avvennero nel 1820. La tenuta contiene un grande parco di cervi, risalente al tempo in cui la terra era di proprietà dei Cavalieri Templari.
È la residenza di famiglia della famiglia Scudamore. Tra i membri della famiglia c'era Sir John Scudamore, che fungeva da conestabile e amministratore di numerosi castelli reali nel Galles meridionale all'inizio del XV secolo. Sposò segretamente Alys, una delle figlie di Owain Glyndŵr, nel 1410, e si suggerì che la coppia potesse aver ospitato Glyndŵr a Kentchurch dopo la sua scomparsa intorno al 1412, fino alla sua morte.
Nel 2004 Kentchurch Court è stata utilizzata come location per uno show televisivo su Channel 4, Regency House Party. È stata oggetto di un altro documentario su Channel 4 come parte della serie Country House Rescue nel 2011.

## Chiesa di Santa Maria
La chiesa parrocchiale è dedicata a Santa Maria. Il villaggio risale al XIV secolo e ci sono monumenti del XVII e XVIII secolo della famiglia Scudamore, ma la chiesa fu in gran parte ricostruita dalla famiglia nel XIX secolo.